# Constitution cubaine de 2019
Lire en ligne

Texte définitif de la Constitution

Constitution de 1976
La constitution de la République de Cuba est la loi fondamentale de Cuba, adoptée le 24 février 2019. Promulguée le 10 avril de la même année, elle remplace la Constitution de 1976.

## Historique
Le projet de nouvelle Constitution est élaboré par une commission composée de trente trois députés et présidée par Raul Castro, premier secrétaire du comité central du Parti communiste cubain . Il est adopté par l'Assemblée le 23 juillet 2018. 
Sont créés les postes de président de la République et de vice-président de la République, ainsi que celui de Premier ministre. La nouvelle constitution capitalise en partie l'économie et la mention du communisme est remplacée par celle du socialisme. Le texte ouvre la voie à une possible légalisation du mariage homosexuel via l'utilisation de termes neutres pour mentionner le mariage au lieu de ceux de mari et femme,. La propriété privée est également reconnue. Cette proposition de Constitution inclut le droit à l’habeas corpus, le droit à un avocat pour toute personne dès son arrestation, la présomption d'innocence, et le droit de porter plainte contre l'État pour dommages et intérêts et pour négligence. Un poste de maire pour diriger les municipalités est également créé. 
Les opposants politiques, Manuel Cuesta Morúa et  Hildebrando Chaviano, critiquent dans cette constitution notamment le rôle dirigeant du Parti communiste cubain et un système politique obligatoirement socialiste. L'Église catholique cubaine regrette la prééminence de l'idéologie communiste et l'absence réelle de liberté religieuse.   
Elle est soumise à l'approbation des citoyens par référendum le 24 février 2019, après un débat populaire,, qui se termine le 15 novembre 2018.
Le texte est définitivement adopté par le Parlement le 24 décembre 2018.
Le 24 février 2019, les citoyens sont appelés à voter l'adoption de la nouvelle Constitution lors d'un référendum, ce qu'ils font avec un peu plus de 86 % de votes favorables. Celle-ci est ensuite promulguée le 10 avril 2019.